# Theekoepel van Land en Bosch
De Theekoepel van Land en Bosch , is een in de 18e eeuw gebouwde theekoepel bij landgoed Land en Bosch aan de leeuwenlaan 40 in 's-Gravenland en is een rijksmonument.

## Geschiedenis
De theekoepel dateert uit het eind van de 18e eeuw, in 1788 werd hij al in een verkoopsakte genoemd.
De vormgeving van het snijraam en stucwerk zijn Lodewijk XVI stijl te noemen. De koepel is opgebouwd op een rode bakstenen fundering gelegen gedeeltelijk in het water, daaronder bevindt een kleine waterkom bedoeld als botenhuis, de bovenbouw is van hout met een hoofdvorm die vierkant is met afgesneden hoekpunten. Het is voorzien van 3 grote verticale schuiframen, die afgesloten kunnen worden door verticale schuifluiken en aan de voorkant twee houten opslaande deuren voorzien van glas. De koepeldak is met lood bekleed.
Via een stenen trap, die naar een bordes leidt, is de theekoepel te betreden.
De inwendige maten zijn ongeveer 4,70 bij 4,70 meter. In de hoekpunten bevinden zich kasten met onderdeuren. Het plafond is gestuct in Lodewijk XVI stijl.

## Restauratie
De Koepel is in de jaren '50 van de vorige eeuw aangekocht door de gemeente 's-Graveland voor Dfl. 1- , omdat de Christengemeenschap, die eigenaar was van het landgoed, de kosten van restauratie niet kon opbrengen. De restauratie werd gestart in 1958, onder leiding van ir. J.Bordewijk.
In 2003 is door de gemeente 's-Gravenland (momenteel gemeente Wijdemeren) weer terugverkocht aan de Christengemeenschap voor € 35.000.

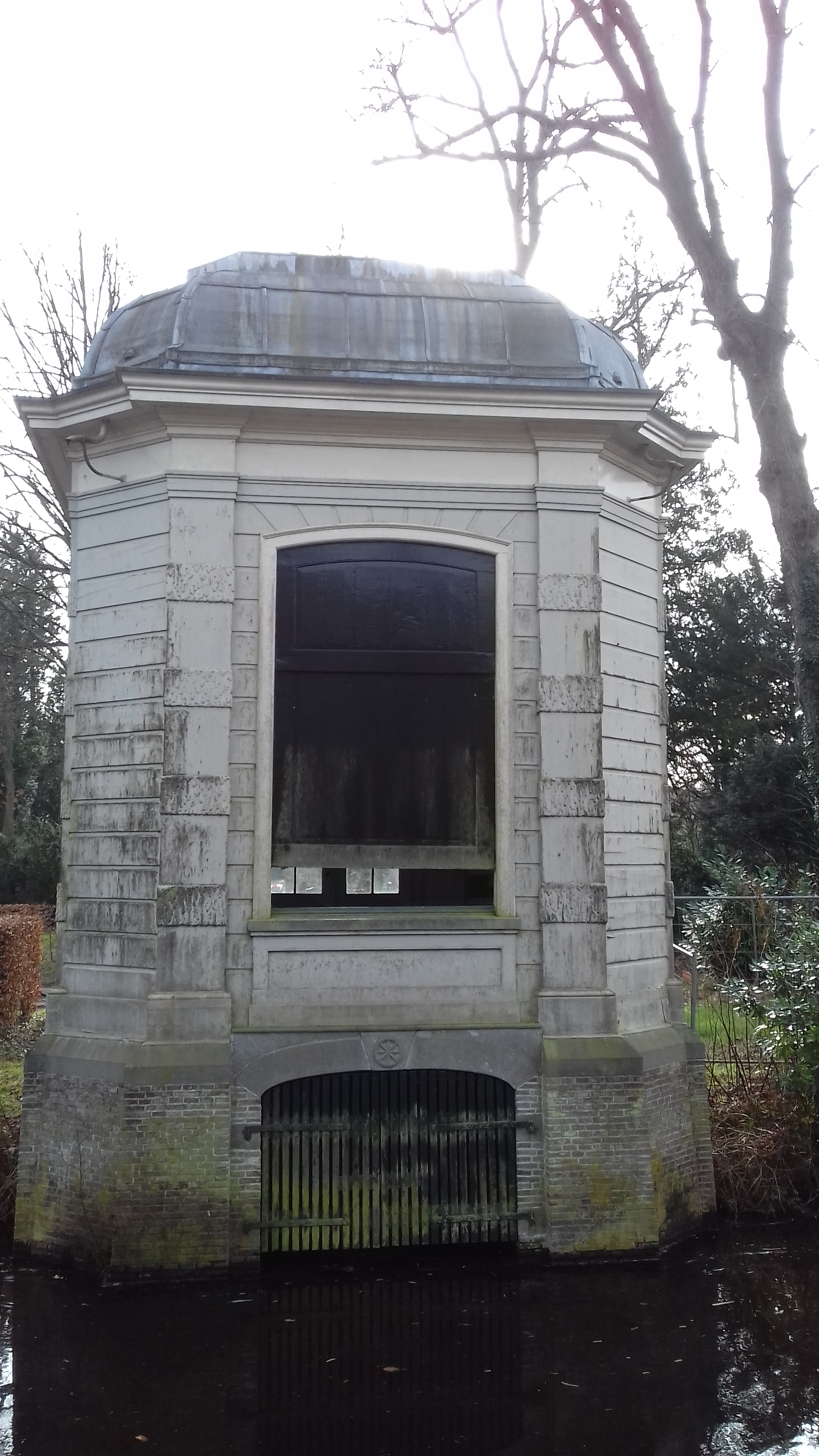
Theekoepel vanaf de waterkant
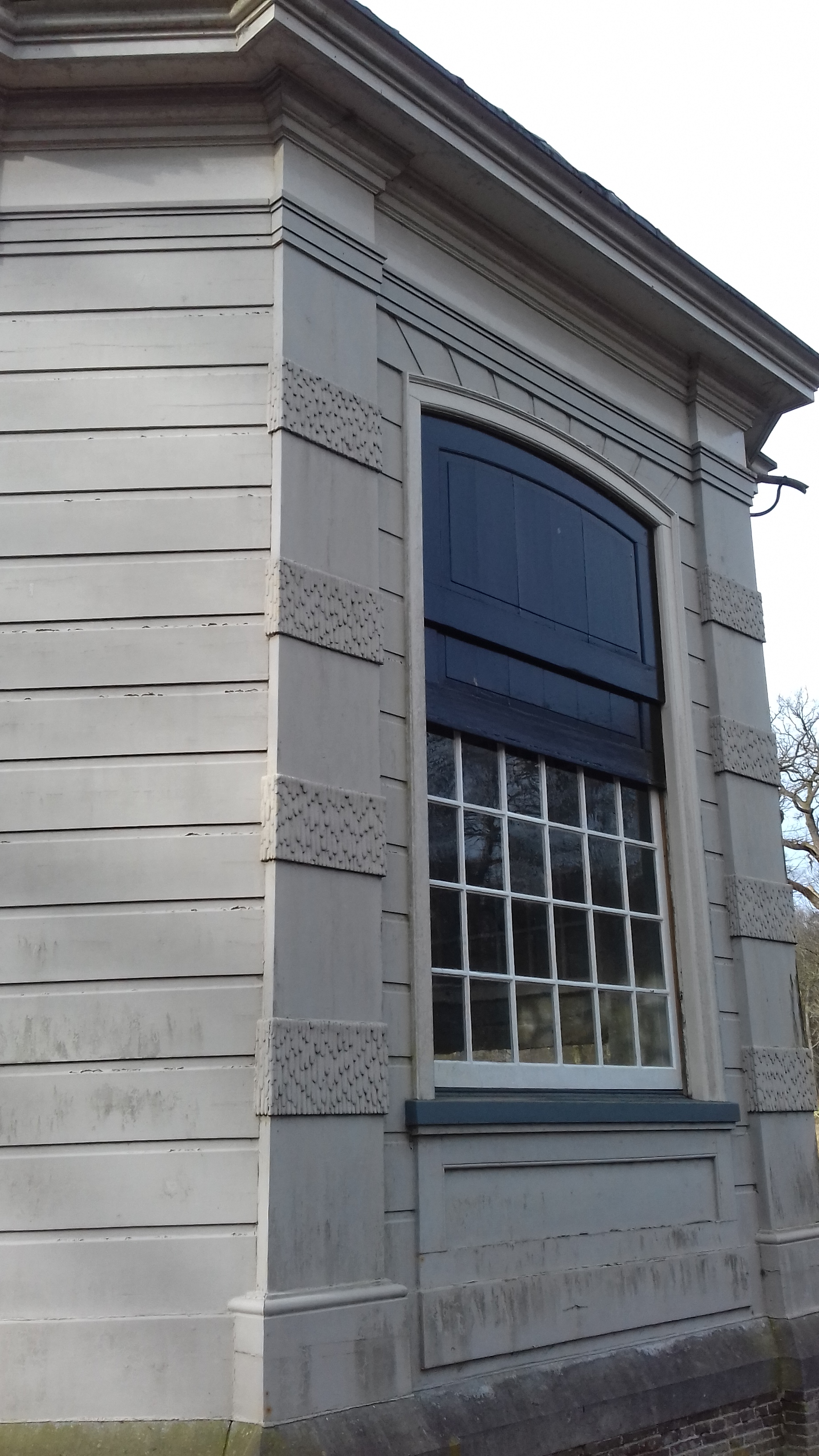
Theekoepel zij-aanzicht
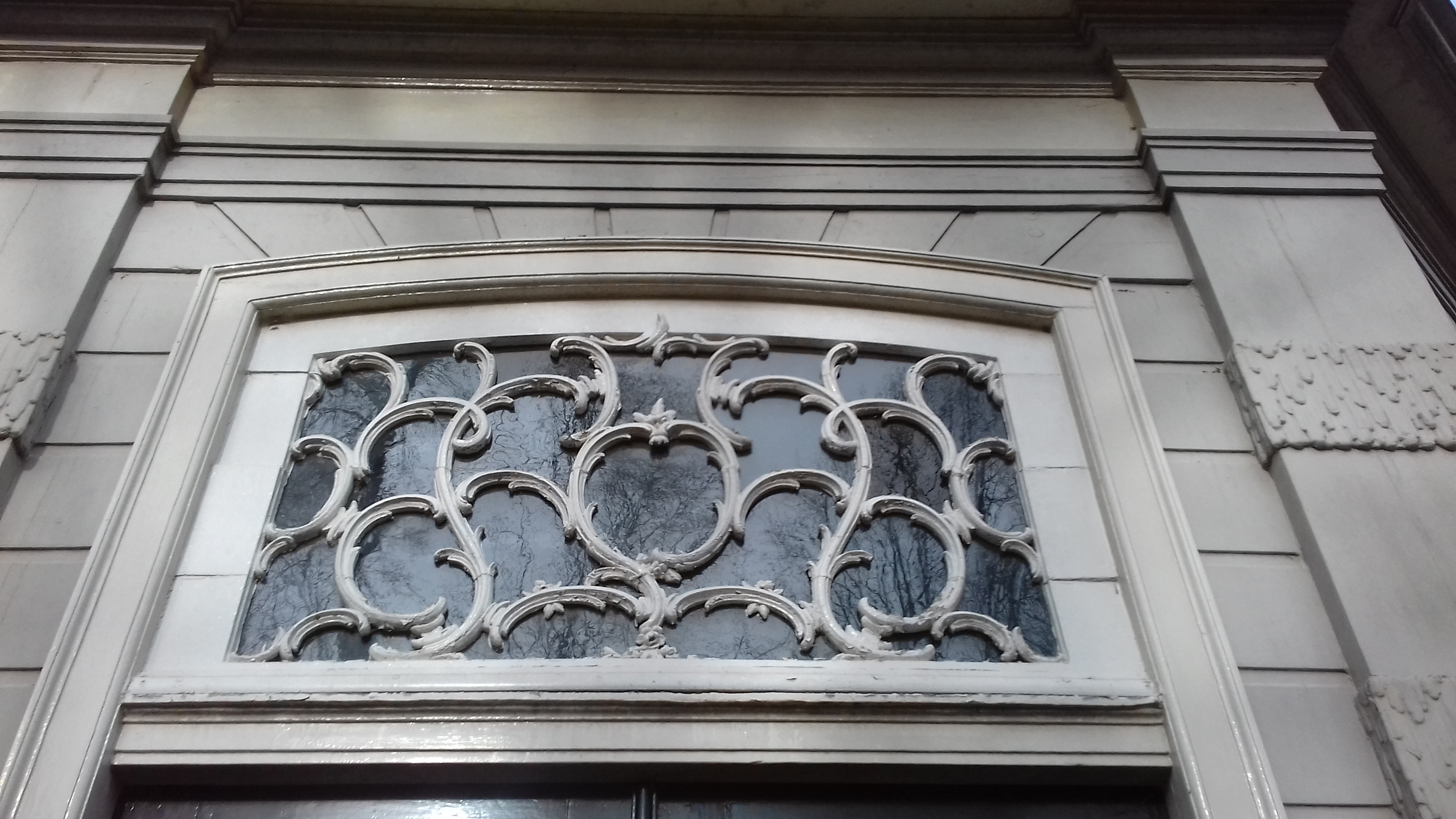
Bovenraam Theekoepel
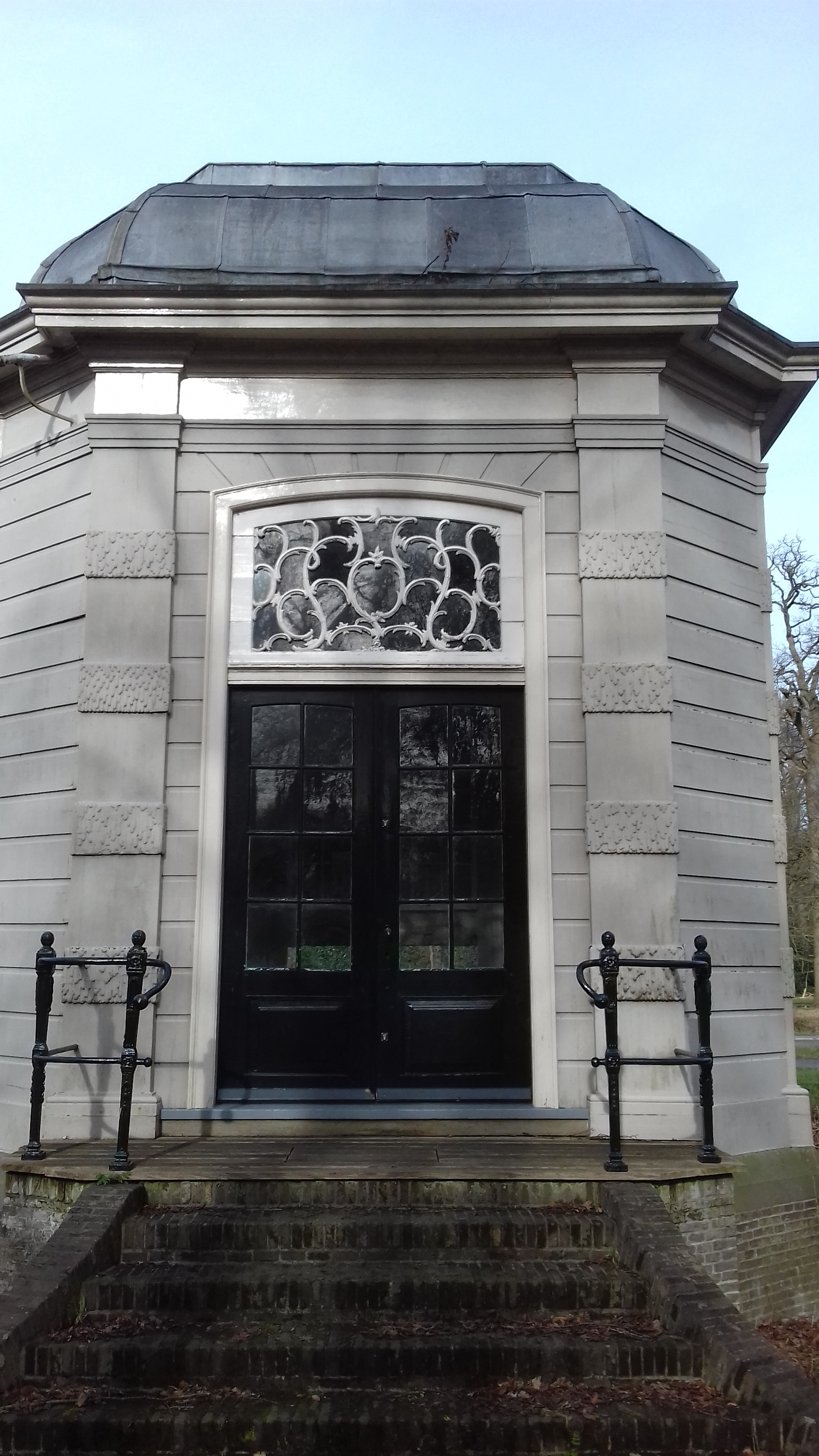
Ingang, Theekoepel

## Trivia
De koepel uit Jacob van Lennep's boek 'Ferdinand Huyck' zou gebaseerd zijn op deze koepel.